# Fritz Brupbacher
Fritz Brupbacher (Zurigo, 30 giugno 1874 – Zurigo, 1º gennaio 1945) è stato un medico e scrittore svizzero.

## Biografia
Cresciuto in un ambiente borghese benestante, nel 1898 si unì al sindacato educativo dei lavoratori, di stampo socialdemocratico. In età giovanile diresse la rivista Die Junge Schweiz, poi nel 1903 pubblicò sul giornale anarchico Weckruf un articolo in cui criticava il Comitato centrale dei socialdemocratici, avvicinandosi sempre più all'anarchismo. Sin dalla sua costituzione fu membro del Partito Comunista Svizzero.
In campo medico si distinse come pioniere del controllo delle nascite assieme alla terza moglie Paulette, con la quale negli anni Venti si batté per la legalizzazione dell'aborto. Ciò lo rese noto come un antesignano della rivoluzione sessuale.
Tra le sue numerose opere si menzionano Marx e Bakunin (un abbozzo storico della prima Internazionale Comunista, Berlino, 1922), Um die Moral herum. Aphorismen (Amburgo, 1922), Wo ist der Sitz der Seele (Berlino, 1926) e Der Mensch (Zurigo). Fu anche autore di una serie di popolari opuscoli sulla medicina e l'igiene.